# 番太
番太（ばんた）は、江戸時代に都市における夜警、浮浪者の取り締まりや拘引、牢獄・刑場などの雑用、処刑などに携わっていた人たちのことである。都市に設けられていた木戸に接した番小屋と呼ばれる粗末な家に住み、多くは非人身分であった。番太郎（ばんたろう）ともいう。
明治7年（1874年）に近代警察組織警視庁が士族を中心に発足したが、同年巡査の欠員500人を補充するため、番太から優秀な者を採用することとなった。6000人中500人程度であったが、武士や与力、同心から巡査になった者は憤慨し、辞職者が相次いだという。このため警視庁は巡査2000人を各地から募集する破目に陥った。
警察官のうち、最も階級の低い邏卒（らそつ。現在の警察制度では巡査）に当たる人たちは、薩摩藩など遠い地方から出てきた下級武士が多く、ことばもわかりづらく、行いも粗暴なところがあり、人民からは怖れられながらも田舎っぺと軽蔑されていた。気位ばかりが高くて何の役にも立たない吏員を番太みたいな奴などと言うこともあった。